# 2. årtusinde
Årtusinder: 1. årtusinde – 2. årtusinde – 3. årtusinde
2. årtusinde omfatter perioden fra år 1001 til år 2000, altså det 11., 12., 13., 14., 15., 16., 17., 18., 19. og 20. århundrede.